# Lycophotia umbra
Lycophotia umbra är en fjärilsart som beskrevs av Otto Staudinger 1892. Lycophotia umbra ingår i släktet Lycophotia och familjen nattflyn. Inga underarter finns listade i Catalogue of Life.